# Dichromia leucotaenia
Dichromia leucotaenia är en fjärilsart som beskrevs av Pieter Cornelius Tobias Snellen. Dichromia leucotaenia ingår i släktet Dichromia och familjen nattflyn. Inga underarter finns listade i Catalogue of Life.